# Calling All Girls
"Calling All Girls" is een nummer van de Engelse rockband Queen. Het is het derde nummer op de tweede kant van het album Hot Space en is geschreven door Roger Taylor. Het was de vierde single van het album. In de zomer van 1982 werd het nummer uitgebracht in de Verenigde Staten waar het de 60e plaats bereikte.
De videoclip is een parodie op de film THX 1138 van George Lucas. Zowel Taylor als Brian May minachten de video in hun commentaar op Greatest Video Hits 2. Taylor legt uit dat het bericht van het lied niks te maken had met "fucking robots".